# Cisticola angusticauda
Cisticola angusticauda е вид птица от семейство Cisticolidae.

## Разпространение
Видът е разпространен в Ангола, Демократична република Конго, Кения, Руанда, Танзания, Уганда и Замбия.